# Irene X
Irene Domingo Longares (geboren am 5. Mai 1990 in Saragossa), bekannt unter dem Pseudonym Irene X, ist eine spanische Dichterin.

## Biografie
Geboren 1990 in Saragossa. Sie studierte Pädagogik und Psychologie an der UNED. Von Beruf ist sie Schriftstellerin und Komponistin, aber sie begann, ihr poetisches Werk mit deutlich feministischen Untertönen über soziale Medien bekannt zu machen. Sie nimmt auch regelmäßig an Live-Konzerten teil.
Im Jahr 2013 veröffentlichte sie ihr erstes Buch El sexo de la risa (Der Sex des Lachens) und ein Jahr später Grecia, beide im Origami Verlag. Seit 2015 veröffentlicht sie beim Harpo Verlag. Sie begann mit der Gedichtsammlung No me llores (Weint nicht bei mir, 2015), gefolgt von Fe ciega und Single. 2018 erschien ihr sechster Gedichtband La chica no olvida (Das Mädchen vergisst nicht), der mit einem Zitat von Gata Cattana beginnt, einer früh verstorbenen andalusischen Rapperin und Dichterin, welche von Irene X bewundert wird. Neben Gata Cattana ist sie auch eine Bewunderin von Alejandra Pizarnik und Nacho Vegas.
Las manos en la sangre (Hände im Blut) ist ihr siebter Gedichtband, der 2019 veröffentlicht wurde. 2022 erschien ihr Gedichtband Perras de Caza.
Mit ihrem Werk La chica no olvida gewann sie den Poesiepreis Espasa, der sich an junge Menschen bis 35 Jahre richtet, in seiner ersten Ausgabe 2018. Die Preisjury, bestehend aus Ana Porto, Marwan, Alejandro Palomas, Belén Bermejo und Luis Alberto de Cuenca, beschloss einstimmig, ihr den Preis unter den 305 Werken zu verleihen, die für den Wettbewerb eingereicht worden waren.